# 田中美郷
田中 美郷（たなか よしさと、昭和6年（1931年）2月25日 - ）は、日本の医師。帝京大学名誉教授。

## 人物
長野県生まれ。信州大学医学部付属病院講師（耳鼻咽喉科）、国立聴力言語障害センター聴能課長、帝京大学医学部助教授（耳鼻咽喉科）、上智大学大学院言語障害研究コース非常勤講師などを勤める。平成11年 (1999年) 帝京大学名誉教授。田中美郷教育研究所所長、平成25年 (2013年)大阪保健医療大学大学院教授。ほかに都内の神尾記念病院で週二回診療を行い、土曜は聴覚障害の子供や家族の支援なども行っている。

## 経歴
- 昭和25年 (1950年) 3月 長野県松本県ヶ丘高等学校卒業
- 昭和26年 (1951年) 4月 信州大学文理学部入学
- 昭和28年 (1953年) 4月 信州大学 医学部入学
- 昭和32年 (1957年) 3月 信州大学医学部卒業
- 昭和33年 (1958年) 6月 医師国家試験合格
- 昭和40年 (1965年) 9月 ～昭和42年 (1967年) 8月　米国フィラデルフィア市ジェファソン医科大学留学
- 昭和43年 (1968年) 4月 信州大学医学部付属病院講師（耳鼻咽喉科）
- 昭和45年 (1970年) 10月 国立聴力言語障害センター聴能課長
- 昭和48年 (1973年) 4月 帝京大学医学部助教授（耳鼻咽喉科）
- 昭和49年 (1974年) 4月 帝京大学文学部兼医学部教授
- 昭和62年 (1987年) 4月 上智大学大学院言語障害研究コース非常勤講師
- 平成8年  (1996年) 4月 帝京大学文学部教授・医学部非常勤講師
- 平成8年  (1996年) 4月 身体障害者福祉審議会委員
- 平成11年 (1999年) 3月 帝京大学退職
- 平成11年 (1999年) 4月 帝京大学名誉教授
- 平成11年 (1999年)1月～12年3月学術審議会専門委員（科学研究費分科会）
- 平成11年 (1999年)4月～現在 田中美郷教育研究所所長
- 平成25年 (2013年)4月～現在 大阪保健医療大学大学院教授

## 受賞歴
- 昭和63年（1988年）12月7日 ：ふれあいフェスティバル東京都知事賞
- 平成2年（1990年）11月3日：博報賞
- 平成3年（1991年）2月26日：エリエール賞
- 平成9年（1997年）11月13日：平成9年度社会貢献者表彰（日本顕彰会）
- IBC International Man of the Year 1997-1998
- ABI Man of the Year 1998

## 著書・共著
- 『障害児教育概論―子どもの発達の理解と治療教育の実践』 田中 美郷著　(1984)
- 『小児のことばの障害―言語障害・音声障害 (小児のメディカル・ケア・シリーズ 13)』 田中 美郷著（1980）
- 『難聴―それを克服するために (1982年) (大衆医学書シリーズ)』田中 美郷、岡本 途也共著（1982）
- 『難聴―それを克服するために (大衆医学書シリーズ)』田中 美郷、岡本 途也共著（2000）
- 『痴呆症のケア入門』Kathryn A. Bayles、Cheryl K. Tomoeda、田中三郷共著　(2002年)
- 『幼児難聴』 鈴木 篤郎、 田中 美郷共著　(1979年)